# Hamburg Masters 2002 - Qualificazioni singolare
Le qualificazioni del singolare  dell'Hamburg Masters 2002 sono state un torneo di tennis preliminare per accedere alla fase finale della manifestazione. I vincitori dell'ultimo turno sono entrati di diritto nel tabellone principale. In caso di ritiro di uno o più giocatori aventi diritto a questi sono subentrati i lucky loser, ossia i giocatori che hanno perso nell'ultimo turno ma che avevano una classifica più alta rispetto agli altri partecipanti che avevano comunque perso nel turno finale.
Le qualificazioni del torneoHamburg Masters  2002 prevedevano 32 partecipanti di cui 8 sono entrati nel tabellone principale.

## Teste di serie
1. Julien Boutter (Qualificato)
2. Fernando Meligeni (ultimo turno)
3. Mariano Zabaleta (Qualificato)
4. Adrian Voinea (Qualificato)
5. Michail Južnyj (Qualificato)
6. Paradorn Srichaphan (primo turno)
7. Olivier Rochus (Qualificato)
8. Attila Sávolt (ultimo turno)

1. David Sánchez (Qualificato)
2. Fernando Vicente (primo turno)
3. Cédric Pioline (primo turno)
4. Christophe Rochus (ultimo turno)
5. Nikolaj Davydenko (ultimo turno)
6. Markus Hipfl (ultimo turno)
7. Antony Dupuis (Qualificato)
8. Galo Blanco (primo turno)

## Qualificati
1. Julien Boutter
2. Antony Dupuis
3. Mariano Zabaleta
4. Adrian Voinea

1. Michail Južnyj
2. Wayne Arthurs
3. Olivier Rochus
4. David Sánchez

## Tabellone

### Legenda
| - Q = Qualificato - WC = Wild card - LL = Lucky loser | - ALT = Alternate - SE = Special Exempt - PR = Protected Ranking | - w/o = Walkover - r = Ritirato - d = Squalificato |

### Sezione 1
|  | Primo turno | Primo turno      | Primo turno | Primo turno | Primo turno |  |  | Ultimo turno | Ultimo turno   | Ultimo turno   | Ultimo turno | Ultimo turno |  |
|  |             |                  |             |             |             |  |  |              |                |                |              |              |  |
|  | 1           | Julien Boutter   | 63          | 6           | 6           |  |  |              |                |                |              |              |  |
|  |             | Marc Rosset      | 7           | 1           | 3           |  |  | 1            | Julien Boutter | Julien Boutter | 6            | 6            |  |
|  |             | Bob Bryan        | 6           | 4           | 6           |  |  |              | Bob Bryan      | Bob Bryan      | 4            | 1            |  |
|  | 10          | Fernando Vicente | 4           | 6           | 4           |  |  |              |                |                |              |              |  |

### Sezione 2
|  | Primo turno | Primo turno       | Primo turno       | Primo turno | Primo turno |  |  | Ultimo turno | Ultimo turno      | Ultimo turno | Ultimo turno | Ultimo turno |  |
|  |             |                   |                   |             |             |  |  |              |                   |              |              |              |  |
|  | 2           | Fernando Meligeni | Fernando Meligeni | 7           | 6           |  |  |              |                   |              |              |              |  |
|  |             | Magnus Larsson    | Magnus Larsson    | 62          | 2           |  |  | 2            | Fernando Meligeni | 6            | 2            | 1            |  |
|  | 15          | Antony Dupuis     | Antony Dupuis     | 7           | 6           |  |  | 15           | Antony Dupuis     | 3            | 6            | 6            |  |
|  |             | Markus Hantschk   | Markus Hantschk   | 64          | 3           |  |  |              |                   |              |              |              |  |

### Sezione 3
|  | Primo turno | Primo turno      | Primo turno      | Primo turno | Primo turno |  |  | Ultimo turno | Ultimo turno     | Ultimo turno     | Ultimo turno | Ultimo turno |  |
|  |             |                  |                  |             |             |  |  |              |                  |                  |              |              |  |
|  | 3           | Mariano Zabaleta | Mariano Zabaleta | 7           | 6           |  |  |              |                  |                  |              |              |  |
|  |             | Michael Kohlmann | Michael Kohlmann | 5           | 3           |  |  | 3            | Mariano Zabaleta | Mariano Zabaleta | 6            | 4            |  |
|  | 14          | Markus Hipfl     | 6                | 1           | 6           |  |  | 14           | Markus Hipfl     | Markus Hipfl     | 2            | 1r           |  |
|  |             | Jens Knippschild | 3                | 6           | 1           |  |  |              |                  |                  |              |              |  |

### Sezione 4
|  | Primo turno | Primo turno       | Primo turno       | Primo turno | Primo turno |  |  | Ultimo turno | Ultimo turno      | Ultimo turno      | Ultimo turno | Ultimo turno |  |
|  |             |                   |                   |             |             |  |  |              |                   |                   |              |              |  |
|  | 4           | Adrian Voinea     | 6                 | 5           | 6           |  |  |              |                   |                   |              |              |  |
|  |             | Vasilīs Mazarakīs | 4                 | 7           | 2           |  |  | 4            | Adrian Voinea     | Adrian Voinea     | 6            | 6            |  |
|  | 12          | Christophe Rochus | Christophe Rochus | 6           | 6           |  |  | 12           | Christophe Rochus | Christophe Rochus | 1            | 1            |  |
|  |             | Florian Lemke     | Florian Lemke     | 3           | 0           |  |  |              |                   |                   |              |              |  |

### Sezione 5
|  | Primo turno | Primo turno    | Primo turno    | Primo turno | Primo turno |  |  | Ultimo turno | Ultimo turno   | Ultimo turno   | Ultimo turno | Ultimo turno |  |
|  |             |                |                |             |             |  |  |              |                |                |              |              |  |
|  | 5           | Michail Južnyj | Michail Južnyj | 6           | 6           |  |  |              |                |                |              |              |  |
|  |             | Gastón Etlis   | Gastón Etlis   | 3           | 2           |  |  | 5            | Michail Južnyj | Michail Južnyj | 6            | 6            |  |
|  |             | Galo Blanco    | 5              | 6           | 6           |  |  |              | Galo Blanco    | Galo Blanco    | 2            | 4            |  |
|  | 16          | Vince Spadea   | 7              | 4           | 4           |  |  |              |                |                |              |              |  |

### Sezione 6
|  | Primo turno | Primo turno         | Primo turno         | Primo turno | Primo turno |  |  | Ultimo turno | Ultimo turno      | Ultimo turno      | Ultimo turno | Ultimo turno |  |
|  |             |                     |                     |             |             |  |  |              |                   |                   |              |              |  |
|  |             | Wayne Arthurs       | Wayne Arthurs       | 6           | 6           |  |  |              |                   |                   |              |              |  |
|  | 6           | Paradorn Srichaphan | Paradorn Srichaphan | 4           | 4           |  |  |              | Wayne Arthurs     | Wayne Arthurs     | 6            | 6            |  |
|  | 13          | Nikolaj Davydenko   | 1                   | 6           | 6           |  |  | 13           | Nikolaj Davydenko | Nikolaj Davydenko | 3            | 6r           |  |
|  |             | Michael Russell     | 6                   | 1           | 1           |  |  |              |                   |                   |              |              |  |

### Sezione 7
|  | Primo turno | Primo turno    | Primo turno    | Primo turno | Primo turno |  |  | Ultimo turno | Ultimo turno   | Ultimo turno | Ultimo turno | Ultimo turno |  |
|  |             |                |                |             |             |  |  |              |                |              |              |              |  |
|  | 7           | Olivier Rochus | Olivier Rochus | 6           | 7           |  |  |              |                |              |              |              |  |
|  |             | Taylor Dent    | Taylor Dent    | 4           | 5           |  |  | 7            | Olivier Rochus | 6            | 3            | 6            |  |
|  |             | Cédric Pioline | Cédric Pioline | 6           | 6           |  |  |              | Cédric Pioline | 3            | 6            | 3            |  |
|  | 11          | Karol Kučera   | Karol Kučera   | 1           | 2           |  |  |              |                |              |              |              |  |

### Sezione 8
|  | Primo turno | Primo turno        | Primo turno        | Primo turno | Primo turno |  |  | Ultimo turno | Ultimo turno  | Ultimo turno  | Ultimo turno | Ultimo turno |  |
|  |             |                    |                    |             |             |  |  |              |               |               |              |              |  |
|  | 8           | Attila Sávolt      | Attila Sávolt      | 6           | 6           |  |  |              |               |               |              |              |  |
|  |             | Michael Berrer     | Michael Berrer     | 2           | 3           |  |  | 8            | Attila Sávolt | Attila Sávolt | 1            | 5            |  |
|  | 9           | David Sánchez      | David Sánchez      | 6           | 6           |  |  | 9            | David Sánchez | David Sánchez | 6            | 7            |  |
|  |             | Philipp Petzschner | Philipp Petzschner | 2           | 1           |  |  |              |               |               |              |              |  |